# Хольмер, Йёста
Густаф (Йёста) Рикард Микаэль Хольмер (швед. Gustaf "Gösta" Richard Mikael Holmér; 23 сентября 1891, Виммербю — 22 апреля 1983, Стокгольм) — шведский легкоатлет, специалист по многоборьям, прыжкам в высоту и барьерному бегу. Выступал за сборную Швеции по лёгкой атлетике в 1910-х годах, многократный победитель и призёр первенств национального значения, бронзовый призёр летних Олимпийских игр в Стокгольме. Также известен как тренер, создатель тренировочной техники фартлек.

## Биография
Йёста Хольмер родился 23 сентября 1891 года в коммуне Виммербю Кальмарского лена.
Занимался лёгкой атлетикой в городе Уппсала, состоял в местном одноимённом спортивном клубе.
Входил в число сильнейших шведских легкоатлетов с начала 1910-х годов, неоднократно становился чемпионом Швеции в различных легкоатлетических дисциплинах: пять раз в пятиборье (1912, 1913, 1915, 1917, 1920), четыре раза в десятиборье (1913, 1917, 1918, 1919), один раз в беге на 110 метров с барьерами (1913).
Впервые заявил о себе на международном уровне в сезоне 1912 года, когда вошёл в основной состав шведской национальной сборной и благодаря череде удачных выступлений удостоился права защищать честь страны на домашних летних Олимпийских играх в Стокгольме. В прыжках в высоту провалил все попытки и не показал никакого результата, в программе пятиборья пропустил этап бега на 1500 метров и занял восьмое место. В десятиборье изначально стал четвёртым, но годом позднее после дисквалификации американца Джима Торпа, уличённого в выступлениях среди профессионалов, по решению Международного олимпийского комитета переместился в итоговом протоколе на третью позицию и был объявлен бронзовым призёром. Впоследствии в 1982 году Торпа оправдали и восстановили в статусе олимпийского чемпиона, при этом Хольмер сохранил за собой бронзовую медаль.
В 1920 году Йёста Хольмер отметился выступлением на Олимпийских играх в Антверпене — в беге на 110 метров с барьерами не смог преодолеть предварительный квалификационный этап, тогда как в десятиборье вновь стал четвёртым.
В 1930-х годах, будучи тренером шведской команды по кроссу, разработал технику интервальных тренировок фартлек, которая предусматривала групповые забеги в высоком темпе для развития скорости и выносливости. Эта техника была признана эффективной физиологами и ныне используется многими спортсменами.
Умер 22 апреля 1983 года в Стокгольме в возрасте 91 года.
Его сын Ханс Хольмер возглавлял Службу государственной безопасности Швеции и получил широкую известность в связи с расследованием дела об убийстве премьер-министра Улофа Пальме в 1986 году.